# Suchoj Su-26
Suchoj Su-26 je jednomotorový jednomístný sovětský akrobatický letoun z poloviny 80. let 20. století.

## Vývoj

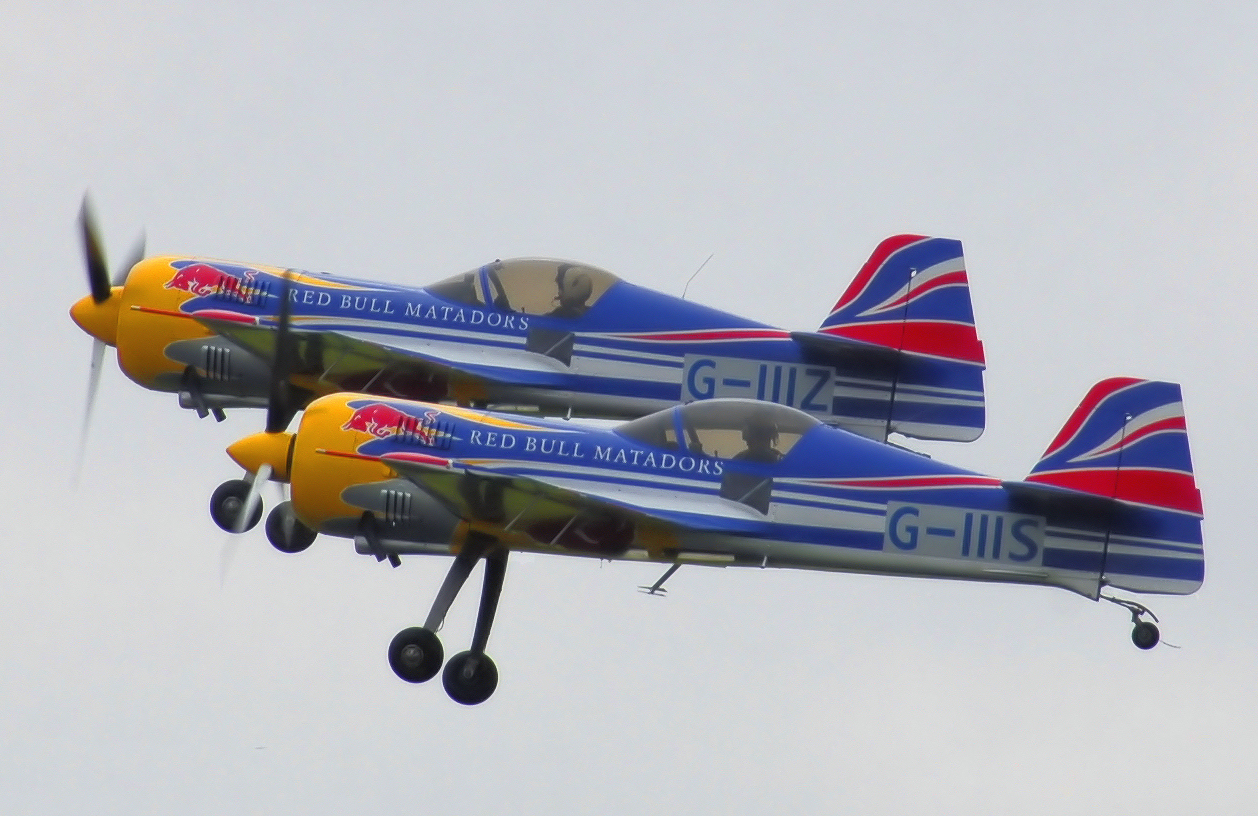
Su-26M (G-IIIS a G-IIIZ), Red Bull Matadors, piloti Steve Jones a Paul Bonhomme, 2008

První prototyp stroje vzlétl 30. června roku 1984 pilotován Jevgenijem Frolovem. Následující druhý prototyp 02 byl společně s prvním předán reprezentačnímu družstvu SSSR, které nové akrobatické speciály poprvé předvedlo na XII. mistrovství světa v letecké akrobacii v maďarské Békéscsabě. Na samotných závodech již oba stroje létaly s třílistými vrtulemi Hoffman, které nahradily do té doby používané sovětské dvoulisté vrtule V-350. Piloti Kairas, Paksas a Špigovskij se však neumístili ani do první dvacítky soutěžících.
Z konstrukčního týmu byl odvolán dosavadní hlavní konstruktér Vjačeslav Kondratěv, kterého nahradil L. S. Jesajan. Poté začaly práce na výkonnějším a odlehčeném typu Suchoj Su-26M. Tato verze má boční zasklení trupu a hranaté zakončení směrového kormidla. Do V. mistrovství Evropy v letecké akrobacii v Českých Budějovicích, konaného v srpnu 1985, byly postaveny tři Su-26M, avšak na soutěž byl přivezen pouze letoun 05. Sověti všechny akrobatické sestavy odlétali na letounech Jak-55 a 05 sloužil pouze jako náhradní stroj. Úspěch stroje se dostavil až o rok později, kdy získal ocenění na mistrovství světa v South Cerney roce 1986. Užíval se v aeroklubech, několik kusů bylo vyvezeno i do USA a Švýcarska. Exportní verze nese označení Su-26MX. Celkem do roku 1986 bylo vyrobeno 70 kusů.

## Specifikace

Třípohledový nákres Su-26

### Technické údaje
- Osádka: 1
- Rozpětí: 7,80 m
- Délka: 6,82 m
- Výška: 2,80 m
- Nosná plocha: 11,83 m²
- Hmotnost prázdného stroje: 590 kg
- Vzletová hmotnost: 800 kg
- Pohonná jednotka: 1× hvězdicový vzduchem chlazený devítiválcový motor Veděnejev M-14R
- Výkon pohonné jednotky: 268 kW

### Výkony
- Maximální rychlost: 330 km/h
- Cestovní rychlost: 260 km/h
- Stoupavost: 18,0 m/s
- Dostup: 4 000 m
- Dolet: 500 km